# Süßwasser-Borstenwurm
Der Süßwasser-Borstenwurm (Hypania invalida) ist der einzige im Süßwasser lebende Vielborster (Polychaet) Mitteleuropas (Lateinisch Chaeta = „Borste“).

## Merkmale

Bei den Polychaeten sitzen die Chaetae an den Parapodien (Notopodium und Neuropodium)

Der Süßwasser-Borstenwurm ist grünlich gefärbt und erreicht eine Körperlänge von meist 19 bis 28, maximal 33 Millimetern. Das Prostomium am Vorderende trägt zwei drüsige Grate (Gattungsmerkmal). In der Mundhöhle (Buccalhöhle) sitzen zahlreiche glatte und einfache, lange Fangtentakel, die in die Höhlung zurückgezogen werden können. Der deutlich segmentierte Körper ist in zwei Abschnitte geteilt, die Thorax und Abdomen genannt werden: Der Thorax trägt kleine Anhänge (Parapodien) in zwei Reihen auf der Rückenseite (Notopodien) und der Bauchseite (Neuropodien), am Abdomen sitzen Parapodien nur auf der Bauchseite, es sind also nur die Neuropodien vorhanden. Die Parapodien tragen als stark modifizierte Borsten (Setae) sogenannte Uncini, das sind kurze, hakenförmige, stark gezähnte Borsten. Beim Süßwasser-Borstenwurm sind sechzehn borstentragende Thoraxsegmente ausgebildet, von denen dreizehn Uncini tragen. Das erste Paar trägt 15 bis 30 besonders gestaltete, nach vorn gerichtete lange Borsten, die als Paleae bezeichnet werden. Das erste, borstenlose Segment hinter dem Prostomium ist in seiner Natur umstritten, es wird teilweise als Peristomium interpretiert. Die vorderen vier Segmente tragen jeweils ein Paar glatter, einfacher Kiemen (Branchiae), die nahe des Vorderendes dicht beisammen stehen.

## Lebensraum und Lebensweise
Der Süßwasser-Borstenwurm lebt am Gewässergrund (Art des Benthos) in stehenden oder langsam fließenden Gewässern mit schlammigem Boden, in Bereichen mit Fein-Sedimenten, meist in Wassertiefen größer ein Meter. Hier bauen die Tiere Wohnröhren, in denen sie dauerhaft leben; kleinere Individuen nutzen vereinzelt auch verlassene Chironomiden-Köcher.
Die Art bewohnt sowohl Süß- wie auch Brackwasser-Lebensräume (mit einer Salinität bis zu 12 psu). Hypania invalida kann auf Schlammgrund enorme Dichten erreichen: Besiedlungsdichten von maximal mehr als 10.000 Individuen pro Quadratmeter Gewässergrund wurden ermittelt; auf ungünstigeren, gröberen Substraten wie Sand ist sie seltener.
Die Individuen sind schnelle und geschickte Gräber, die sich bei Bedrohung sekundenschnell in den Boden wühlen oder überraschend flink in typisch S-förmiger Fortbewegung wegschwimmen können. Kriechend drücken sie sich mit Hilfe der Borsten vorwärts.
Wie die meisten Ampharetidae ist der Süßwasser-Borstenwurm Detritusfresser: Die Würmer sammeln mit ihren Tentakeln, aus der Wohnröhre vorgestreckt, organisches Material von der Substratoberfläche auf. Zusätzlich sind sie in der Lage, phytoplanktonische Algen aus dem freien Wasser zu erbeuten.
Falls Teile von Individuen abgetrennt werden, können Süsswasser-Borstenwürmer sich auch aus kleinsten Teilen regenerieren (S. a. Regenwürmer#Regeneration nach Verstümmelung). Die sehr harten Borsten schützen vor Fressfeinden.
Hypania invalida ist eine von nur knapp 200 im Süßwasser vorkommenden eher unscheinbaren Polychaeten-Arten und die einzige, die auch Mitteleuropa erreicht. Im Meer lebende Ringelwürmer kommen mit vielen, teils sehr bunten und bizarren Arten vor; einige wie der Palolowurm sind durch spektakuläre periodische Massen-Schwärme bekannt.

## Fortpflanzung und Lebenszyklus
Hypania invalida ist getrenntgeschlechtlich: Männchen sind schwer von den Weibchen unterscheidbar, beide Geschlechter besitzen keine morphologisch erkennbaren Gonaden. Die männlichen Exemplare sind eher blassgeblich gefärbt und etwas kleiner als die Weibchen. Die Spermien werden von den in ihrer Wohnröhre verbleibenden Männchen ins freie Wasser abgegeben und von den Weibchen chemotaktisch angezogen.
Nach der Befruchtung bilden die Weibchen Eier von einer Größe von etwa 225 × 190 Mikrometer, die frei in der Körperhöhle heranreifen und später in Gelegen von 50 bis 250 Eiern in die Wohnröhre abgelegt werden – diese verbreiten sich unter Umständen schnell mit der Gewässer-Abdrift oder Schiffs-Ballastwasser. Aus dem Eiern entwickelt sich Trochophora-Larven, die sich nach wenigen Tagen am Grund festsetzen. Diese wandeln sich in schwimmfähige Chaetiger genannte Jungwürmer um, die auf der Suche nach geeignetem Lebensraum umherschwimmen und sich in geeignetem schlammigem Substrat eingraben. Ab dem zehnten Tag beginnen sie wiederum mit der Nahrungsaufnahme und müssen spätestens dann die mütterliche Wohnröhre verlassen haben. Ab dem fünfzehnten Tag beginnen sie, eine eigene Wohnröhre für sich zu bauen. Die Lebensdauer der Würmer wird auf etwa sechs Monate geschätzt.

## Verbreitung
Ursprünglich ist Hypania invalida eine Art des pontokaspischen Raums, der Gewässer um das Schwarze Meer. Natürliche Vorkommen gibt es im Kaspischen Meer (hier sympatrisch mit Hypania brevispinis), in den Küstengewässern des Schwarzen Meers im Bereich von Flussmündungen und in den Unterläufen der in diese mündenden großen Flüsse (Don, Donau, Dnepr, Dnister, Wolga).
Durch Öffnung von Schifffahrtskanälen zwischen vorher getrennten Flusssystemen und Verschleppung im Ballastwasser von Schiffen wurde die Art weit verschleppt und ist heute im größten Teil Europas als Neozoon verbreitet: In Deutschland wurde sie 1958 in der Donau (Stauwerk Kachlet bei Passau) zuerst nachgewiesen. Durch den Main-Donau-Kanal erreichte sie schon ein Jahr nach dessen Fertigstellung 1992 das Einzugsgebiet des Rheins und von dort aus Nordwesteuropa. Über die norddeutschen Kanäle wie den Mittellandkanal wurden die Einzugsgebiete von Weser und Elbe erreicht, von dort ab 2000 über die verbindenden Wasserstraßen wie den Oder-Spree-Kanal die Oder. Hypania kann in niedrigen Dichten auch in der Steinschüttung von Kanälen leben, ist also nicht auf den von ihr präferierten Schlammgrund angewiesen. 2014 wurde Elbe-aufwärts Tschechien erreicht. Die ersten Funde im deutschen Teil des Bodensees aus Proben des Instituts für Seenforschung (ISF) vom Oktober 2020 in der Ufer- bzw. Flachwasserzone bei Langenargen sowie im Sommer 2021 in ca. 20 bis 30 m Tiefe dort im Mündungsbereich der Schussen werden auf direkte Einschleppung zurückgeführt.
In Frankreich wurden vom Rhein aus die Mosel, Maas, Marne, Seine und Rhône erreicht, also die meisten größeren Flusseinzugsgebiete des Landes.

## Taxonomie und Systematik
Die Art wurde von Adolph Eduard Grube 1860 als Amphicteis invalida erstbeschrieben, sie ist Typusart der Gattung Hypania. Hypania umfasst, nach überwiegender Auffassung, drei Arten. Hypania brevispinis (Grube, 1860) lebt im Kaspischen Meer. Hypania antiqua (Ostroumoff, 1896) ist eine marine (im Meer lebende) Art. Der russische Hydrobiologe Igor A. Jirow hatte in einer Revision vorgeschlagen, weitere im Süßwasser lebende Polychaeten-Gattungen mit Hypania zu synonymisieren, diese Auffassung hat sich nicht durchgesetzt. Die Gattung wird innerhalb der Familie Ampharetidae traditionell einer weit gefassten Unterfamilie Ampharetinae zugeordnet. Nach genetischen Untersuchungen bildet sie mit einigen anderen Gattungen stattdessen eine separate Unterfamilie Amphicteinae.
Mit ihrer taxonomischen Klassenzugehörigkeit sind sie weitläufig sind sie mit den Wenigborstern (Oligochaeta) verwandt.